# Hiremaganur, Ranibennur
Hiremaganur là một làng thuộc tehsil Ranibennur, huyện Haveri, bang Karnataka, Ấn Độ.